# Geogen
Das Adjektiv geogen (altgriechisch γῆ gē̂ „Erde“ mit dem Verbalstamm gen- „entstehen“) ist ein Fachbegriff für die Charakterisierung von Stoff- oder Elementkonzentrationen im Boden, Luft und Wasser, die auf natürliche chemische, physikalische und biologische Prozesse im Untergrund zurückzuführen sind. In der Geologie, Geochemie oder in den Umweltwissenschaften wird häufig die geogene Hintergrundkonzentation eines Stoffes oder chemischen Verbindung als Basis- oder Bezugswert angegeben, um den anthropogen Einfluss auf ein Stoffsystem abzugrenzen.

## Ausgewählte Fallbeispiele

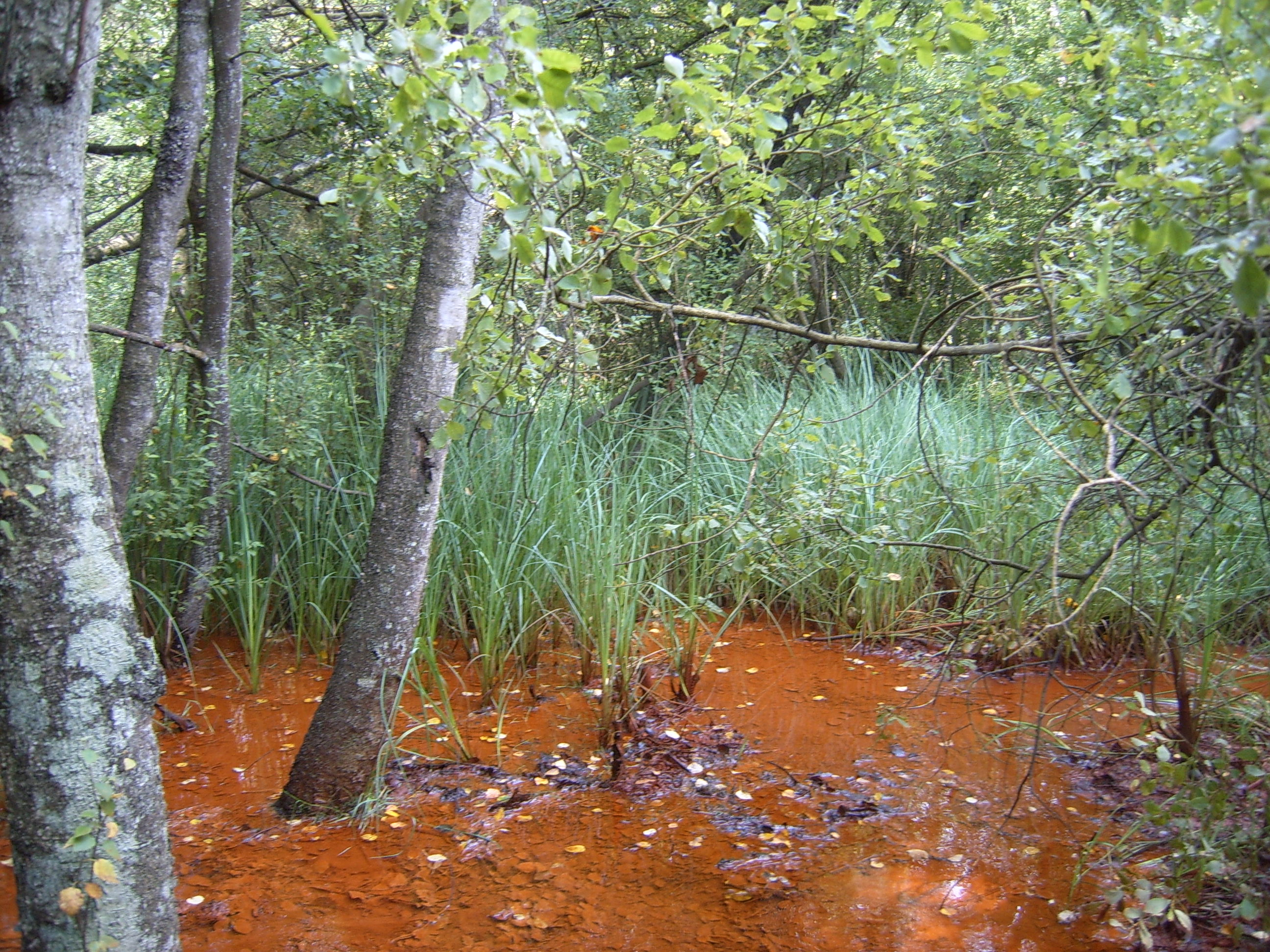
Eau Rouge: Geogene Verockerung an einem Quellaustritt im Hohen Venn

Geogene Grundbelastungen sind in erster Linie von den geologischen Verhältnissen im Untergrund abhängig. So können beispielsweise anthropogen völlig unbelastete Gewässer oder Böden nicht zur Trinkwassergewinnung oder landwirtschaftlich genutzt werden, wenn sie z. B. im Bereich von Erzlagerstätten durch erhöhte Schwermetallgehalte gekennzeichnet sind.
In bestimmten Gesteinsformationen können durch Aufstieg von Tiefenwässern die oberflächennahen Wässer oder Gesteine geogen stark erhöhte Gehalte von Schwermetallen oder radioaktiven Elementen aufweisen. Das Bayerische Landesamt für Umwelt überwacht beispielsweise großflächig die erhöhten Arsen-Gehalte in bayerischen Molassesedimenten.
Auch durch Felsstürze können durch die Zerrüttung des Gesteins verstärkt lokal gasförmige Stoffe freigesetzt werden. Ein bekanntes Beispiel ist die geogene Anreicherung mit radioaktivem Radon nach einem Felssturz in Umhausen in Tirol.

## Länderspezifische Karten von geogenen Belastungen in Böden
Die meisten Bundesländer führen Karten über Regionen mit geogenen Belastungen. Die Karten werden in Abhängigkeit vom Bundesland von Behörden (z. B. Landesumweltamt Baden-Württemberg) geführt.
Sachsen
Behörde: Landesamt für Umwelt, Landwirtschaft und Geologie
- Gebiete mit erhöhten Schadstoffgehalten